# Шестаков, Александр Иванович
Александр Иванович Шестаков (20.12.1914 — 09.03.1996) — советский военный деятель, заместитель командующего войсками СКВО-начальник управления ГО. генерал-лейтенант (1967).

## Биография
Родился 20 декабря 1914 года в д. Монастырь Шестаковскицй с/с Кичменгско-Городецкого района Вологодской области.
Выпускник Ленинградского Краснознаменного пехотного училища им. С. М. Кирова (1938); Военной академии им. М. В. Фрунзе — ускоренный курс (1941); Военной академии им. М. В. Фрунзе -заочно (1950); Военной академии Генерального штаба ВС СССР им К. Е. Ворошилова (1954).
Участник Великой Отечественной войны:
- заместитель командира 1485-го стрелкового полка 8-й стрелковой дивизии Брянского фронта (11.1941-05.1942);
- начальник штаба 8-й стрелковой дивизии (04-05.1944);
- начальник штаба 2-й гвардейской воздушно-десантной дивизии 1-го Украинского фронта.

После Великой Отечественной войны:
- начальник штаба 19-й стрелковой дивизии, г. Орджоникидзе (03-05.1955);
- начальник штаба 12-го стрелкового корпуса (06.1955-11.1957), г. Орджоникидзе;
- 04.11.1957-12.01.1961 — полковник, генерал-майор командир 80 (9)-й Краснодарской Краснознамённой орденов Кутузова и Красной Звезды мотострелковой дивизии[1][2]. Начальник Майкопского гарнизона. СКВО. (Майкоп, Адыгейская АО, СССР). Избирался Членом Адыгейского обкома КПСС, депутатом Адыгейского областного совета и Краснодарского краевого совета[1].
- начальник штаба 1-й гвардейской общевойсковой армии КВО, г. Чернигов (1961—1964);
- начальник штаба — 1-й заместитель командующего войсками ПривВО (1964—1967);
- 1-й заместитель начальника Главного штаба Сухопутных войск (1968—1973);
- представитель Главного командования Объединенных ВС при министре национальной обороны ЧССР (1973—1975).
- С января 1976 года — в отставке. Проживал в г. Москве.
- Умер 12 января 1961 года в Москве. Похоронен в Москве.

## Награды
- Орден Красного Знамени (11.5.1944)[4]
- Орден Красного Знамени
- Орден Красного Знамени
- Орден Богдана Хмельницкого II степени
- Орден Отечественной войны I степени (1985)[5][6]
- Орден Отечественной войны II степени[3]
- Орден Красной Звезды (1944)
- Орден Красной Звезды
- Медаль «За отвагу»[7][8]
- Медаль «За боевые заслуги»
- Медаль «В ознаменование 100-летия со дня рождения Владимира Ильича Ленина» (6 апреля 1970)
- Медаль «За победу над Германией в Великой Отечественной войне 1941—1945 гг.»
- Юбилейная медаль «Двадцать лет Победы в Великой Отечественной войне 1941—1945 гг.» (7 мая 1965[9])
- Юбилейная медаль «Тридцать лет Победы в Великой Отечественной войне 1941—1945 гг.»[10]
- Медаль «Сорок лет Победы в Великой Отечественной войне 1941—1945 гг.»[11]
- Медаль «Ветеран Вооружённых Сил СССР»
- Медаль «30 лет Советской Армии и Флота»[12]
- Юбилейная медаль «40 лет Вооружённых Сил СССР»[13]
- Юбилейная медаль «50 лет Вооружённых Сил СССР» (26 декабря 1967[14])
- Юбилейная медаль «60 лет Вооружённых Сил СССР» (28 января 1978[15])
- Юбилейная медаль «70 лет Вооружённых Сил СССР» (28 января 1988[16])
- Медаль «За безупречную службу» I степени
- Знак «Гвардия»
- Знак МО СССР «25 лет Победы в Великой Отечественной войне» (24 апреля 1970)

## Память
- Его имя увековечено в Главном Храме Вооружённых сил России, и навсегда запечатлено на мемориале «Дорога Памяти»[17].
- На могиле установлен надгробный памятник